# Examen

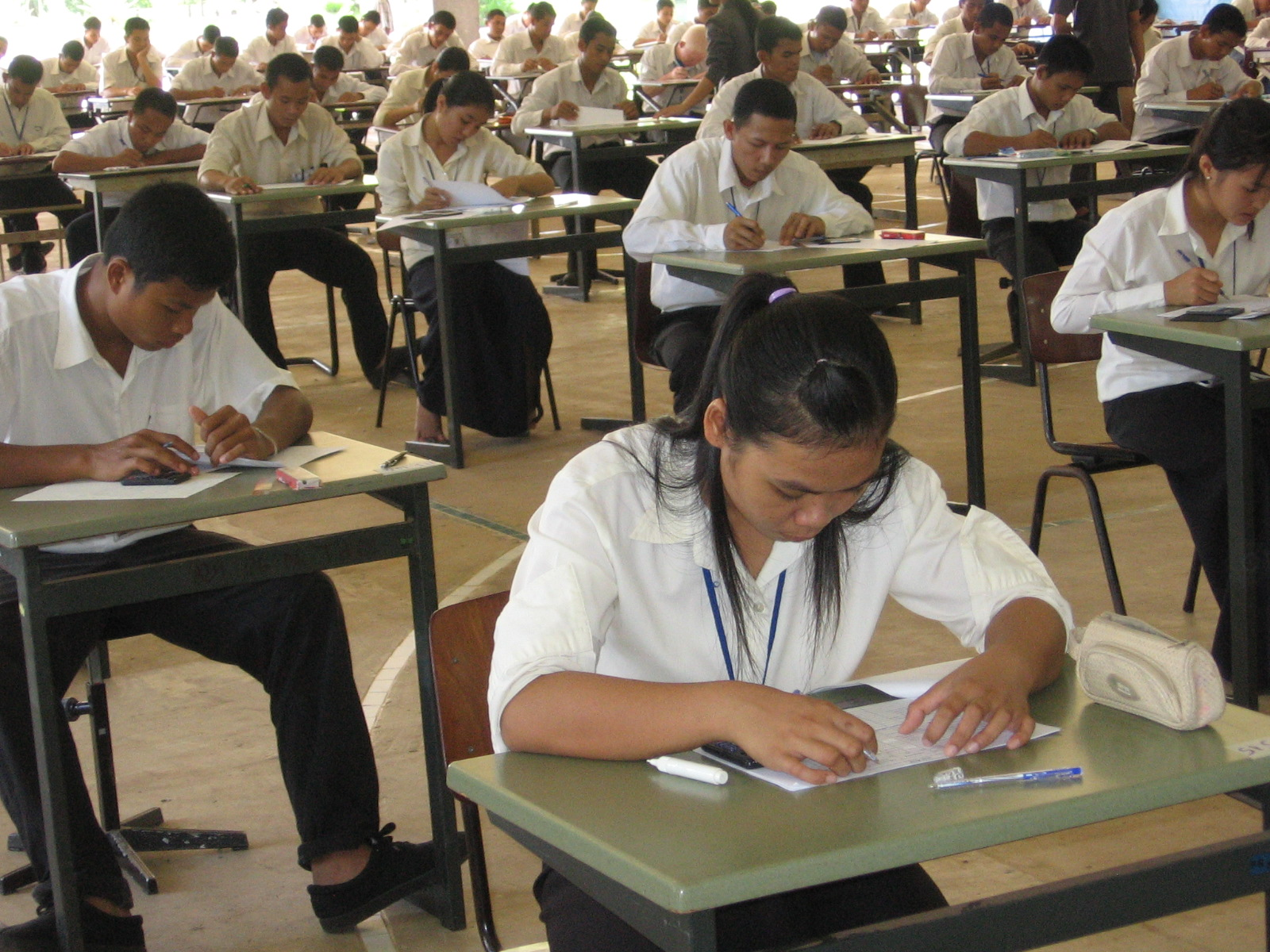
Studenți din Cambodgia în 2008

Examenul (examinare sau evaluare sau test) este o evaluare educațională concepută să măsoare cunoștințele, aptitudinile sau clasificarea în multe subiecte. Un test poate poate fi administrat verbal, pe hârtie, pe un calculator sau într-o zonă predeterminată care necesită participantul de a demonstra sau efectua un set de abilități.

## Istorie
Examenele scrise standardizate au fost implementate pentru prima dată în China sub numele de examene imperiale (keju). Examinările imperiale birocratice își au originea ca și concept din timpul dinastiei Sui în anul 605.
În timpul dinastiei Song, împărații au extins atât examenele, cât și sistemul școlar guvernamental pentru a contracara influența nobilimii ereditare. Numărul deținătorilor de diplome crescând de patru până la cinci ori decât cel din timpul dinastiei Tang. Examinările au fost principalul mod de a selecta funcționari care au format elita literară a societății. Cu toate acestea, examenele au coexistat cu alte forme de recrutare, precum numirile directe, nominalizări, promovări clericare, proceduri speciale pentru eunuci și vânzarea titlurilor oficiale.
În timpul dinastiilor Ming și Qing, sistemul a contribuit la axarea pe viața intelectuală și a sporit puterea autocratică a împăratului. Sistemul a continuat până la abolirea sa în 1905, în ultimii ani ai dinastiei Qing. În locul său sistemului imperial, a evoluat sistemul modern de examinare pentru selectarea funcționarilor publici.
În Japonia, sistemul a fost implementat în perioada Heian (794-1185) și avea ca și curriculum canonul confucianist. Spre deosebire de China, acesta se aplica doar nobilimii care era o minoritate. Acesta a dispărut în timpul erei Samurailor.
În Coreea, sistemul de examinare a fost stabilit în 958 și permitea oricărui om liber (cu excepția sclavilor) să participe la el. Acesta a fost desființat prin reforma Gabo în anul 1894.
În Vietnam, sistemul de examinare confucianistă a fost înființat în 1075 și a durat până la dinastia Nguyn (1919).
În 1806, britanicii au înființat un Colegiu al Serviciului Civil în Londra pentru instruirea administratorilor Companiei Indiilor de Est în India. Acest lucru s-a bazat pe recomandărilor oficialilor care au văzut examinările imperiale. În 1829, compania a introdus examene de serviciu public în India. După ce această implementare a avut succes, Regatul Unit și alte națiuni occidentale au instituit acest sistem. Ca și britanicii, serviciul public francez și american a fost influențat de cel chinez.
Testarea standardizată a început să fie folosită în universitățile britanice din anii 1850 (examenele orale fiind comune încă din Evul Mediu). Războaiele Mondiale au demonstrat necesitatea testării standardizate și beneficiile asociate cu aceste teste, astfel au fost introduse teste de aptitudine pentru recruții din armată. După război, industria a început să utilizeze teste pentru a evalua potențialii angajați. Primul test pentru a diferenția liceele de colegii a fost dat în 1952 (Advanced Placement Test).

## Examenele contemporane

### Educație
Testele sunt folosite în majoritatea sistemelor educaționale și pot varia de la întrebări scurte, informale alese de profesor la teste majore.
Unele țări, cum ar fi Regatul Unit, Franța și România, solicită tuturor elevilor de liceu să ia un test standardizat pe subiecte individuale (GCSE în Anglia și Bacalaureat în Franța) ca o cerință pentru absolvire. Aceste teste sunt utilizate în primul rând pentru a pentru a evalua competența unui student în subiecte specifice, cum ar fi matematica, știința sau literatura. În schimb, elevii din liceu din alte țări, precum Statele Unite, nu sunt obligați să ia un test standardizat pentru a absolvi.
Testele standardizate sunt folosite pentru a compara competențele studenților din diferite instituții sau țări, spre exemplu Organizația pentru Cooperare și Dezvoltare Economică folosește testul PISA pentru a evalua anumite abilități și cunoștințe ale studenților din diferite țări.

### Licențiere și certificare
Testele standardizate sunt utilizate de anumite organisme de conducere pentru a determina dacă un candidat este permis să practice o profesie, să utilizeze un anumit titlu sau sa-și dovedească competența într-un anumit set de competențe. De exemplu, cineva care dorește să devină avocat este obligat să treacă un examen de barou.

### Imigrație și naturalizare
Testele standardizate sunt utilizate în anumite țări pentru a reglementa imigrația. De exemplu, imigranții din Australia sunt obligați să treacă un test de cetățenie ca parte a procesului de naturalizare a țării respective.

### Competiții
Testele sunt utilizate în competiții ca un instrument pentru a selecta participanții care au potențialul de a câștiga într-o competiție, cum ar fi un eveniment sportiv. De exemplu, pentru a participa la competițiile de patinaj artistic în Statele Unite, o persoană trebuie să treacă un test oficial.

### Membru al unui grup
Testele sunt utilizate de grupuri pentru a selecta anumite tipuri de persoane pentru a se alătura. De exemplu, Mensa International cere indivizilor să fie în top 98% sau mai mult la testul de inteligență.

## Tipuri de evaluări
Tipurile de evaluări:
- evaluare formativă
- autoevaluare
- evaluare între egali (peer review)
- evaluare continuă
- evaluare orală
- evaluare criterială
- evaluare normativă
- evaluare adaptivă
- evaluare computerizate
- simulare de examen

## Forme de evaluare
- Examen oral
- Prezentare (individuală sau în grup)
- Studii de caz
- Proiect (individual sau în grup)
- Protofoliu educațional
- Dezbatere
- Apărarea lucrării
- Teste online
- Evaluare practică (laborator, atelier)
- Întrebări de tip grilă
- Întrebări de tip răspuns scurt
- Întrebări de analiză critică
- Exerciții aplicate
- Probleme matematice